# 7,8-二羟基黄酮
7,8-二羟基黄酮（英語：7,8-Dihydroxyflavone，缩写7,8-DHF，也称为 Tropoflavin）是一种天然黄酮，存在于長柄菊（学名：Tridax procumbens）等植物中。